# Алма Виј (Сибињ)
Алма Виј (рум. Alma Vii) насеље је у Румунији у округу Сибињ у општини Мошна. Oпштина се налази на надморској висини од 457 m.

## Становништво
Према подацима из 2002. године у насељу је живело 367 становника.

### Попис2002.
| Расподела становништва по националности 2002.‍ | Расподела становништва по националности 2002.‍ | Расподела становништва по националности 2002.‍ | Расподела становништва по националности 2002.‍ | Расподела становништва по националности 2002.‍ |
| --------------------------------------------- | --------------------------------------------- | --------------------------------------------- | --------------------------------------------- | --------------------------------------------- |
|                                               |                                               |                                               |                                               |                                               |
| Румуни                                        | Румуни                                        |                                               | 286                                           | 79,2%                                         |
| Мађари                                        | Мађари                                        |                                               | 5                                             | 1,4%                                          |
| Роми                                          | Роми                                          |                                               | 70                                            | 19,4%                                         |